# Rapports de production
Les rapports de production règlent l'organisation des relations entre les hommes dans la mise en œuvre des forces productives. Ils caractérisent l'organisation sociale de la production : esclavagisme, servage, fermage, manorialisme, salariat. Ils commandent en même temps la répartition des fruits du travail.
Par extension, le terme désigne également les rapports entre les classes sociales, qui sont séparées par leur place dans les rapports de production. En effet, la notion de rapports de production et la notion de "rapports de propriété" apparaissent comme des équivalents stricts.

## citation
- " Dans la production sociale de leur existence, les hommes nouent des rapports déterminés, nécessaires, indépendants de leur volonté ; ces rapports de production correspondent à un degré du développement de leurs forces productives matérielles. L'ensemble de ces rapports forme la structure économique de la société, la fondation réelle sur laquelle s'élève un édifice juridique et politique, et à quoi répondent des formes déterminées de conscience sociale. Le mode de production de la vie matérielle domine en général le développement de la vie sociale, politique et intellectuelle. Ce n'est pas la conscience des hommes qui détermine leur existence, c'est au contraire leur existence sociale qui détermine leur conscience. À un certain degré de leur développement, les forces productives matérielles de la société entrent en collision avec les rapports de production existants, ou avec les rapports de propriété au sein desquels elles s'étaient mues jusqu'alors, et qui n'en sont que l'expression juridique. Hier encore formes de développement des forces productives, ces conditions se changent en de lourdes entraves. Alors commence une ère de révolution sociale...." Karl Marx, Contribution à la Critique de l'Économie Politique, 1859